# Coleosporium telekiae
Coleosporium telekiae är en svampart som beskrevs av Thüm. 1873. Coleosporium telekiae ingår i släktet Coleosporium och familjen Coleosporiaceae.   Inga underarter finns listade i Catalogue of Life.